# Warhammer – Der finale Krieg
Warhammer – Der finale Krieg (Originaltitel For the Cause, Alternativtitel Final Encounter) ist ein US-amerikanischer Science-Fiction-Film aus dem Jahr 2000. Der Film wurde für den Direct-to-Video produziert.

## Handlung
26. Jahrhundert: Aufgrund von Kriegen ist die Erde kein sicherer Lebensraum mehr, daher wurde auf einem fernen Planeten zwei menschliche Kolonien gegründet. Nach einem hundertjährigen Krieg zwischen den Kolonien sind die meisten Städte zerstört. Die von einer Steinmauer umgebene Stadt Brecca ist der nördliche Nachbar der Obsidian-Nation, einer Kultur, die ihre Städte aus schwarzen Glas erbaut und über unergründliche Technologie verfügt.
Breccas größter Militärführer, General Murren, beschließt die letzte alte Waffe von Brecca einzusetzen, um den Krieg zu beenden, damit nicht noch eine weitere Generation im Krieg aufwachsen muss. Die hundert Jahre alte Atomwaffe, Warhammer getauft, soll die überlegene Technologie der Obsidian-Nation zerstören. Murren führt zu diesem Zwecke eine kleine Gruppe ins Herzen der Nation, um die Bombe platzieren zu können. Unter den Begleitern befindet sich sein loyalster Soldat Sutherland und Abel, die Meisterin der Computerkriegsführung ist. Selbst von ihren eigenen Leuten gefürchtet, nutzt Abel ihre alten Fähigkeiten, um mit konzentrierter Energie töten zu können. Murren wählt auch Evans aus, einen gefeierten Krieger mit einer mysteriösen Vergangenheit, der gelernt hat, dass Frieden größer ist als der Sieg.
Das kleine Team beabsichtigt, die Verteidigungslinie einer feindlichen Stadt auszuschalten. Dieses wollte einst Murrens Vater erreichen, scheiterte aber trotz sechs Millionen Männern. Während ihrer Reise müssen sie mit der Tatsache zurechtkommen, dass nicht alle Einwohner von Brecca hinter dem Plan stehen und Intrigen geknüpft werden.

## Hintergrund
Der Film wurde in Bulgarien mit einem Budget von 2,5 Millionen US-Dollar gedreht. Regisseur David Douglas und sein Bruder Tim konnten den Film Dank neuesten PC-Technologien realisieren, die die Kosten für das digitale Filmemachen senkten. Als selbstständige Filmproduzenten unterschrieben sie bei Miramax, um den Film realisieren zu können. Miramax lehnte die Produktion allerdings ab und deswegen wandte man sich an Nu Image / Millennium, einer Low-Budget-Filmfirma.

## Kritik
„Eine unausgegorene Mischung aus Landser-Heft und Science-Fiction-Fantasie, deren aufwendig produzierte visuellen Effekte in keinem Verhältnis mit der Dürftigkeit der Geschichte stehen, deren militaristische Botschaften unübersehbar sind.“

„Pure Material- und Zeitverschwendung.“

Cinema schreibt außerdem, dass es ein Fehler von Regisseur Douglas war, den als Kurzfilm gedachten Film auf Spielfilmlänge zu strecken. Clark Douglas von DVD Verdict nannte den Film eine wirklich elende Angelegenheit und quälend lang.